# Ichthyoxenus formosanus
Ichthyoxenus formosanus är en kräftdjursart som beskrevs av Isokiti Harada 1930. Ichthyoxenus formosanus ingår i släktet Ichthyoxenus och familjen Cymothoidae. Inga underarter finns listade i Catalogue of Life.